# Vila Franca do Rosário
Vila Franca do Rosário é uma povoação portuguesa do Município de Mafra que foi sede da extinta Freguesia de Vila Franca do Rosário, freguesia que tinha 6,21 km² de área e 871 habitantes (2011), e, por isso, uma densidade populacional de 140,3 hab/km².
A Freguesia de Vila Franca do Rosário foi extinta (agregada) pela reorganização administrativa de 2012/2013, tendo o seu território sido agregado ao das Freguesias de Enxara do Bispo e Gradil para criar a União das Freguesias de Enxara do Bispo, Gradil e Vila Franca do Rosário.

## População
| População da freguesia da Vila Franca do Rosário | População da freguesia da Vila Franca do Rosário | População da freguesia da Vila Franca do Rosário | População da freguesia da Vila Franca do Rosário | População da freguesia da Vila Franca do Rosário | População da freguesia da Vila Franca do Rosário | População da freguesia da Vila Franca do Rosário | População da freguesia da Vila Franca do Rosário | População da freguesia da Vila Franca do Rosário | População da freguesia da Vila Franca do Rosário | População da freguesia da Vila Franca do Rosário | População da freguesia da Vila Franca do Rosário | População da freguesia da Vila Franca do Rosário | População da freguesia da Vila Franca do Rosário | População da freguesia da Vila Franca do Rosário |
| ------------------------------------------------ | ------------------------------------------------ | ------------------------------------------------ | ------------------------------------------------ | ------------------------------------------------ | ------------------------------------------------ | ------------------------------------------------ | ------------------------------------------------ | ------------------------------------------------ | ------------------------------------------------ | ------------------------------------------------ | ------------------------------------------------ | ------------------------------------------------ | ------------------------------------------------ | ------------------------------------------------ |
| 1864                                             | 1878                                             | 1890                                             | 1900                                             | 1911                                             | 1920                                             | 1930                                             | 1940                                             | 1950                                             | 1960                                             | 1970                                             | 1981                                             | 1991                                             | 2001                                             | 2011                                             |
|                                                  |                                                  |                                                  |                                                  |                                                  |                                                  |                                                  | 694                                              | 660                                              | 669                                              | 624                                              | 721                                              | 681                                              | 888                                              | 871                                              |

Criada pelo decreto-lei nº 30.104, de 05/12/1939, com lugares desanexados da freguesia de Enxara do Bispo.

## Património
- Igreja de Vila Franca do Rosário
- Sociedade Recreativa e Musical de Vila Franca do Rosário

## Colectividades
Entre as colectividades de Vila Franca do Rosário destaca-se a Sociedade Recreativa e Musical de Vila Franca do Rosário, por ser a mais antiga. Foi fundada por Francisco Leonardo Nunes da Mota a 22 de Fevereiro de 1896, tomando inicialmente a designação de “Fanfarra Progresso”. Regida inicialmente por António dos Santos Dinis, era então constituída por onze elementos.
Mais tarde, a Fanfarra Progresso, constituída por 22 elementos e sob regência do maestro Melo, passou a denominar-se Sociedade Recreativa. Posteriormente foi regida por Joaquim Esteveira até 1942.
Até 1 de Agosto de 1983 as actividades desta colectividade estiveram interrompidas, devido à escassez de recursos humanos e financeiros. Foi então que um grupo de pessoas da antiga freguesia, das quais se destacam Maria da Nazaré Silva e Álvaro de Almeida, tomaram a iniciativa de reactivar a banda de música, agora com a designação de Sociedade Recreativa e Musical de Vila Franca do Rosário, que se mantém até à presente data. Foi o maestro Luís Filipe Moreira que aceitou o desafio de levar esta tarefa a bom porto, tendo conseguido formar cerca de 80 músicos, ao longo dos seus dezasseis anos de dedicação.
A regência da banda está presentemente a cargo do maestro Aurélio Rua Ribeiro que, com o seu esforço e dedicação, deu continuidade a esta fabulosa banda de música, que desta forma tem abrilhantado inúmeras festas e romarias, deslocando-se nas suas actuações aos mais diversos pontos do País.

## Atividade empresarial
- Sicasal - Indústria e Comércio de Carnes, S.A.[5][6]